# Tadeusz Fiszbach

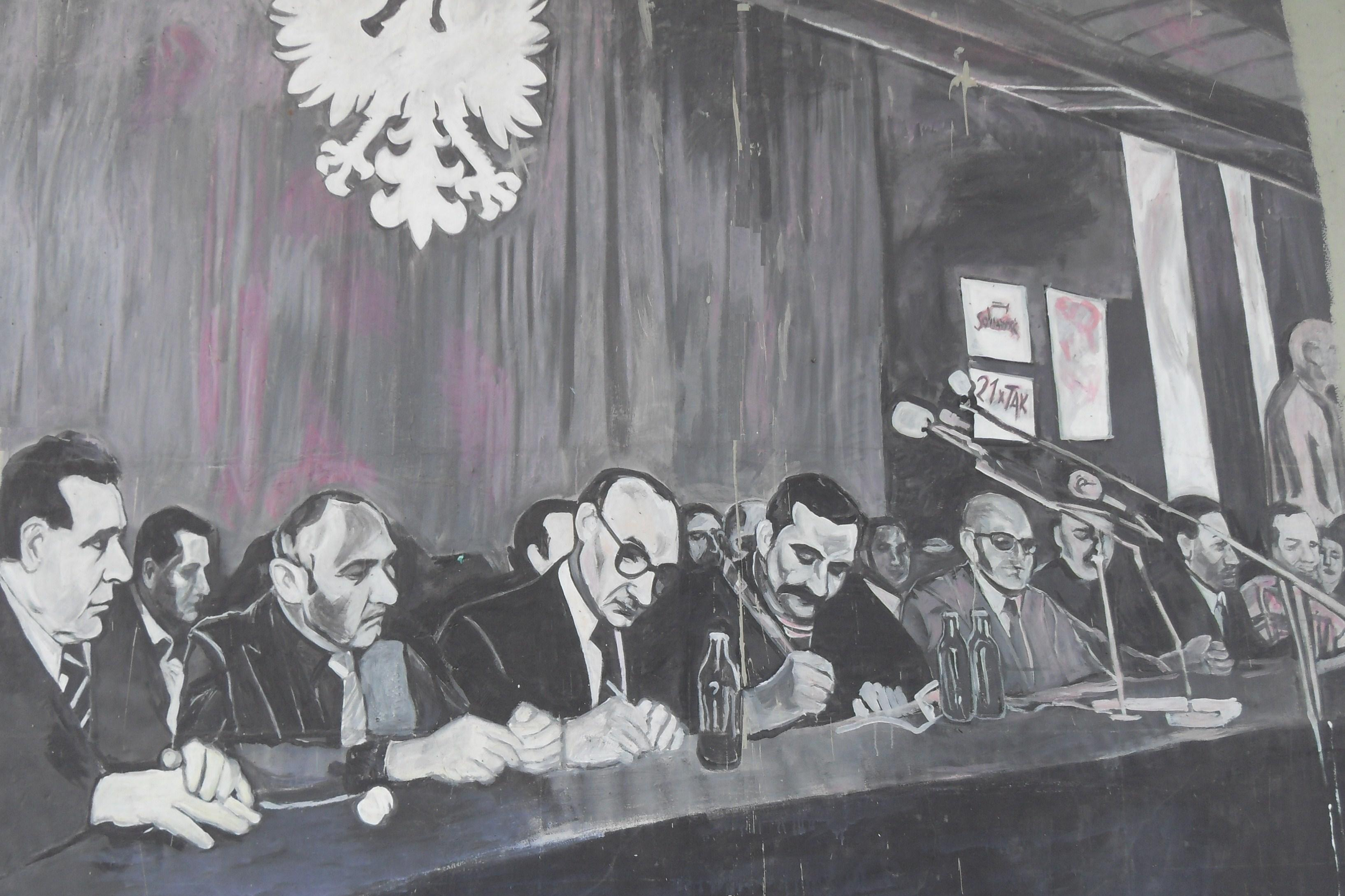
Podpisanie porozumień sierpniowych (1980) w Gdańsku, Tadeusz Fiszbach w pierwszym rzędzie piąty od lewej

Tadeusz Rudolf Fiszbach (ur. 4 listopada 1935 w Dobraczynie) – polski polityk, dyplomata i nauczyciel akademicki. W latach 1975–1982 I sekretarz KW Polskiej Zjednoczonej Partii Robotniczej w Gdańsku, poseł na Sejm PRL VII, VIII i X kadencji, wicemarszałek Sejmu X kadencji.

## Życiorys
Urodził się we wsi Dobraczyn w województwie lwowskim jako syn mechanika Rudolfa i nauczycielki Bronisławy z domu Banach.
W 1945 rodzina przeprowadziła się do Kartuz, zamieszkując w wilii „Erem” należącej wcześniej do Aleksandra Majkowskiego. Tadeusz Fiszbach ukończył w tym mieście szkołę podstawową, a w 1952 I Liceum Ogólnokształcące im. Hieronima Derdowskiego. W 1957 został absolwentem Wyższej Szkoły Rolniczej w Olsztynie, a w 1971 Szkoły Głównej Planowania i Statystyki w Warszawie. W 1977 uzyskał stopień naukowy doktora nauk technicznych. Po ukończeniu studiów pracował m.in. w zakładach mleczarskich w Elblągu, awansując od majstra do kierownika zakładu. W latach 1963–1967 studiował ekonomię w Wyższej Szkole Nauk Społecznych przy Komitecie Centralnym PZPR.
Od 1959 należał do Polskiej Zjednoczonej Partii Robotniczej. Był sekretarzem komitetu powiatowego PZPR w Elblągu (1964–1968) i Tczewie (1968–1971). Od 1971 do 1975 zajmował stanowisko sekretarza komitetu wojewódzkiego PZPR w Gdańsku, do 1982 był I sekretarzem KW. W 1980 brał udział w negocjacjach i podpisaniu porozumień sierpniowych. Przewodniczył też Wojewódzkiej Radzie Narodowej w Gdańsku. W 1981 był członkiem powołanej przez Komitet Centralny PZPR komisji pod przewodnictwem Tadeusza Grabskiego, którą utworzono w celu ustalenia odpowiedzialności osobistej Edwarda Gierka. W tym samym roku wszedł w skład komisji KC PZPR powołanej dla wyjaśnienia przyczyn i przebiegu konfliktów społecznych w dziejach Polski Ludowej. Był przeciwnikiem wprowadzenia stanu wojennego, w związku z czym został w latach 80. odsunięty od stanowisk krajowych i wysłany na kilka lat do Helsinek jako radca ambasady.
W latach 1976–1980 i 1980–1985 sprawował mandat posła na Sejm PRL VII, VIII kadencji z okręgu Gdańsk. Zasiadał w Komisji Gospodarki Morskiej i Żeglugi, ponadto w trakcie VII kadencji brał udział w pracach Komisji Handlu Zagranicznego Po raz trzeci został posłem w wyniku wyborów czerwcowych w 1989. Mandat uzyskał z ramienia PZPR po powrocie z placówki w Helsinkach przy nieformalnym poparciu Komitetu Obywatelskiego, pokonując w II turze Jana Łabęckiego, byłego członka Biura Politycznego. W trakcie X kadencji Sejmu pracował w Komisji Konstytucyjnej. Objął stanowisko wicemarszałka Sejmu X kadencji. W lipcu 1989 lider „Solidarności”, Lech Wałęsa, proponował mu kandydowanie na stanowisko prezydenta przeciwko Wojciechowi Jaruzelskiemu, jednak Tadeusz Fiszbach tej propozycji nie przyjął. Wkrótce powołał Polską Unię Socjaldemokratyczną, która nie odniosła sukcesu. Na koniec kadencji pozostawał posłem niezrzeszonym. W wyborach w 1991 bez powodzenia ubiegał się o mandat posła na Sejm RP I kadencji w województwie gdańskim z ramienia niewielkiego ugrupowania pod nazwą „Nasza Polska – Lista Bezpartyjnych”.
W latach 90. pracował w Ministerstwie Spraw Zagranicznych, m.in. na stanowisku radcy handlowego ambasady RP w Oslo. W latach 2001–2005 sprawował funkcję ambasadora RP na Łotwie. Zajął się prowadzeniem wykładów w Wyższej Szkole Międzynarodowych Stosunków Gospodarczych i Politycznych w Gdyni. W wyborach prezydenckich w 2010 udzielił poparcia Jarosławowi Kaczyńskiemu, a przed wyborami w 2025 poparł kandydaturę Karola Nawrockiego.
W filmie Andrzeja Wajdy Wałęsa. Człowiek z nadziei postać Tadeusza Fiszbacha zagrał Adam Woronowicz.

## Życie prywatne
Od 1960 żonaty z Hanną z domu Kapela, z którą ma syna i córkę.

## Odznaczenia i wyróżnienia
- Krzyż Komandorski Orderu Odrodzenia Polski (2014)[14][15]
- Order Sztandaru Pracy II klasy (1979)[2]
- Krzyż Kawalerski Orderu Odrodzenia Polski (1972)[2]
- Order Infanta Henryka II klasy (1976, Portugalia)[16]
- Order Trzech Gwiazd III klasy (2005, Łotwa)[17]
- Złoty Medal „Za zasługi dla obronności kraju”[2]
- Krzyż „Za Zasługi dla ZHP”[2]
- Odznaczenie im. Janka Krasickiego[2]
- Medal Księcia Mściwoja II (2008)[18]
- Medal „Zasłużonemu Akademii Medycznej w Gdańsku” (1975)[2]
- Odznaka honorowa Związku Łotewskich Stowarzyszeń Narodowo-Kulturalnych im. Ity Kozakiewicz (2007)[19]